# Медаль Победы (Великобритания)

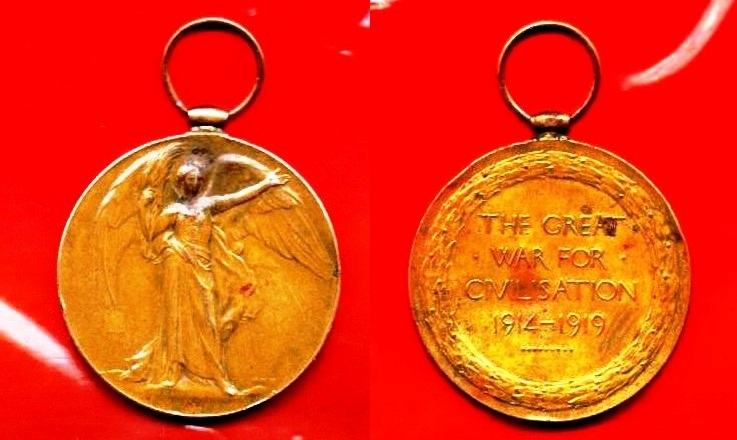
Медаль за победу вручена покойному Кримапаю Босе из Белиаторе, Западная Бенгалия, Индия

Медаль Победы в Первой мировой войне (англ. World War I Victory Medal) (также называемая Межсоюзнической медалью за победу (англ. Inter-Allied Victory Medal)) — британская версии Межсоюзнической памятной медали, учреждённая для награждения британских ветеранов Первой мировой войны. Общее число награждённых составило почти шесть миллионов человек.
Межсоюзнический комитет в марте 1919 года постановил об учреждении общей медали солдатам стран-союзников. Все выпуски медали имели определённые общие черты, включая крылатую фигуру Победы на аверсе и одинаковую ленту. Помимо Британии, подобная медаль была учреждена ещё в четырнадцати странах.

## Основания для награждения
Медаль выдавалась всем, кто получил Звезду 1914 или Звезду 1914—1915 годов, и большинству тех, кто был награждён Британской военной медалью. Отдельно она не выдавалась.
Получатели должны были служить в вооружённых силах Соединенного Королевства или в определённых признанных добровольных организациях и воевать на любом театре военных действий в период с 5 августа 1914 года по 11 ноября 1918 года. Домашняя служба засчитывалась только для тех, кто участвовал в воздушных боях над Британией и в вылетах во Францию. Женщины имели право на получение этой и других медалей Первой мировой войны, если служили медсёстрами и во вспомогательных силах театра военных действий.
Также награждались сапёры за разминирование Северного моря в период с 11 ноября 1918 по 30 ноября 1919 года и участники интервенции в Россию во время Гражданской войны до 1 июля 1920 года.

## Описание

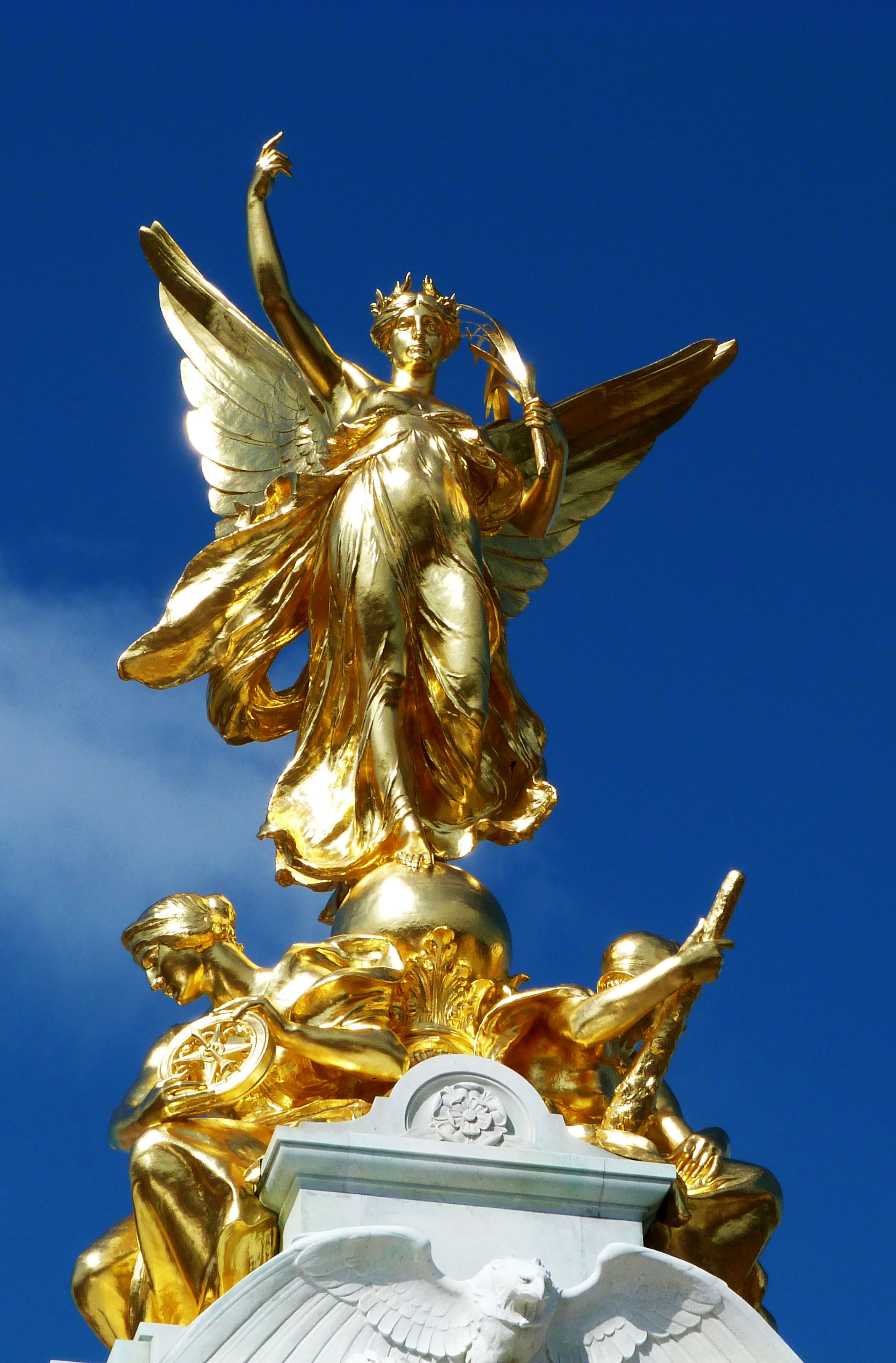
Статуя Крылатой Победы, Мемориал Виктории, Лондон

- Медаль бронзовая, круглая, диаметром 36 миллиметров (1,4 дюйма). Первоначально награда была из матовой бронзы, но поздние выпуски стали покрывать прозрачным лаком, что придало ей блеск[7]. Была разработана Уильямом Макмилланом[англ.][1].
- На аверсе изображена крылатая фигура Победы (или Виктории) в полный рост с пальмовой ветвью[вд] в правой руке и вытянутой левой рукой[8].
- На реверсе расположены слова «THE GREAT / WAR FOR / CIVILISATION / 1914—1919» («Великая война за цивилизацию»), написанные четырьмя строчками и окружённые лавровым венком[8].
- Лента шириной 39 миллиметров (1,5 дюйма) переливается цветами радуги, фиолетовый цвет постепенно переходит в центральную красную полосу. Лента крепится к медали через кольцо-застёжку[1].
- На гурте медали наносились имя, звание, служебный номер и часть награждённого. На медалях, присуждаемых армейским офицерам, название полка или корпуса опускалось[9].
- Те, кто упоминались в донесениях[англ.] между 4 августа 1914 и 10 августа 1920 года, получали бронзовый дубовый лист на ленте медали, а его уменьшенную версию — на ленте без медали[10].

## Прозвища
Три медали Первой мировой войны (Звезда 1914 или 1914—1915, Британская военная медаль и Медаль Победы) вместе непочтительно назывались Пип, Сквик и Уилфред в честь трёх персонажей комиксов (собаки, пингвина и кролика), которые были популярны вскоре после окончания войны. Пипом называли одну из двух Звёзд, Сквиком — Британскую военную медаль, а Уилфредом — Медаль Победы.
Когда вместе носили только Британскую военную медаль и медаль Победы, их называли Маттом и Джеффом в честь персонажей газетных комиксов тех лет.

## Порядок ношения
Официальный порядок ношения медалей за заслуги в Первой мировой войне был следующий:
- Звезда 1914[англ.]
- Звезда 1914—1915
- Британская военная медаль
- Военная медаль торгового флота[англ.]
- Медаль Победы
- Военная медаль территориальных сил[англ.]
- Медаль за службу в Индии[англ.] (за участие в военных действиях в Афганистане в 1919 году)

## Версии для других стран
В марте 1919 года парижский комитет из представителей союзных держав предложил учредить межсоюзническую памятную медаль общего образца. Это позволило бы избежать необходимости странам-союзникам обмениваться памятными медалями между собой. Каждая страна должна была разработать свою собственную версию, следуя при этом определённым общим критериям: медаль должна изготавливаться из бронзы, быть диаметром 36 мм, иметь крылатую фигуру Победы (Ники) на аверсе, одинаковую надпись на реверсе («Великая война за цивилизацию») и подвешиваться на ленте, выполненной в цветах радуги. Япония заменила фигуру Ники, поскольку крылатая богиня не имела для страны культурного значения.
В итоге были учреждены следующие версии награды:
| Страна       | Дизайнер                         | Производитель                                                                  | Число награждённых    |
| ------------ | -------------------------------- | ------------------------------------------------------------------------------ | --------------------- |
| Бельгия      | Поль Дю Буа                      | Estabilisements Jules Fonson                                                   | от 300 000 до 350 000 |
| Бразилия     | Хорхе Субре                      | Монетный двор Бразилии                                                         | около 2500            |
| Куба         | Чарльз Чарльз                    | Etablissements Chobillon                                                       | 6000—7000             |
| Чехословакия | Отакар Шпаниель                  | Kremnice Mint                                                                  | около 89 500          |
| Франция      | Пьер-Александр Морлон            | Парижский монетный двор                                                        | около 2 000 000       |
| Греция       | Анри-Эжен Нок (1868—1944)        | V. Canale                                                                      | около 200 000         |
| Италия       | Гаэтано Орсолини                 | - Sacchini-Milano - S.Johnson-Milano - F. M. Lorioli & Castelli-Milano         | около 2 000 000       |
| Япония       | Сёкичи Хата                      | Монетный двор Японии                                                           | около 700 000         |
| Португалия   | Жоао да Силва (1880—1960)        | Da Costa                                                                       | около 100 000         |
| Румыния      | Кристеско                        | Arthus-Bertrand                                                                | около 300 000         |
| Сиам         | Иттитепсан Критакара (1890—1935) | н/д                                                                            | около 1500            |
| Южная Африка | Уильям Макмиллан (1887—1977)     | Королевский арсенал                                                            | около 75 000          |
| США          | Джеймс Фрейзер                   | - Arts Metal Works Inc. - S. G. Adams Stamp & Stationary Co. - Jos. Mayer Inc. | около 2 500 000       |